# Alcântara
Alcántara – miasto w brazylijskim stanie Maranhão, położone ok. 30 km od jego stolicy, São Luís.
W 2005 zamieszkiwane przez 22 359 ludzi. Uznane przez rząd Brazylii za część narodowego dziedzictwa. Ekonomia miasta oparta jest na turystyce i rybołówstwie.
Założone w XVI wieku przez francuskich kolonizatorów. Podbite przez Portugalczyków, którzy użyli miasta (wówczas małej osady), jako przyczółka do zdobycia w 1646 holenderskiego São Luís.
Niedaleko miasta mieści się kosmodrom Brazylijskiej Agencji Kosmicznej – kosmodrom Alcántara.